# L'Adoration des mages (Le Pérugin, Città della Pieve)
Pour les articles homonymes, voir Adoration des mages.
L'Adoration des mages  (en italien : Adorazione dei Magi) est une peinture religieuse du Pérugin, datant de l'an 1504 et conservée à l'Oratorio di Santa Maria dei Bianchi à Città della Pieve.

## Histoire
La fresque a été commandée au Pérugin en 1504, par le Sindaco della Compagnia dei Disciplanti, date certifiée par deux lettres sculptées par l'artiste avec la même graphie le long des parois et découvertes en 1835 pendant les travaux de drainage de la paroi de la fresque.
Le Pérugin, en langage parlé et en langue vulgaire « pievese »  de son époque, demandait 200 florins, mais était disposé « chome paisano » (« comme concitoyen » ) à se contenter de 100, payables en tranches.
Après diverses interventions du  Sindaco della Compagnia dei Disciplanti, Le Pérugin réduisit la facture à 25 florins, mais demanda en contrepartie de sa  dignità di grande Maestro (« Statut de grand maître ») , que lui soit envoyée depuis Pérouse La mula col pedone che verrone a penctorà.
L'œuvre a été restaurée en 1984 et constitue probablement la fresque la plus riche et fournie du maître.

## Thème
L'œuvre reprend le thème de l'Adoration des mages, un épisode de l'Évangile selon Matthieu (2-1-12), un thème de l'iconographie chrétienne populaire d'un épisode de la vie du Christ sur la visite des rois mages lors de sa Nativité.

## Description
La Sainte Famille est placé au milieu du bas de la composition, la Vierge assise sur un banc de bois et l'Enfant bénissant sur ses genoux au centre faisant face, Joseph à gauche debout appuyé sur un long bâton.
Une construction de bois, un auvent à quatre piliers de face, qui abrite le bœuf et l'âne  (et un chien blanc) se prolonge jusqu'en haut du tableau, le faîte étant hors cadre.
De part et d'autre des piliers du devant deux groupes de personnages sont rassemblés composés d'hommes et de femmes : ils portent tous des costumes chamarrés, turbans, chapeaux à plume, certains présentent des couronnes  dans leurs mains  près des mages, un homme qui porte une grande épée droite à la gauche du tableau, porte son regard vers l'extérieur du cadre.
Les rois mages sont placés suivant leur âge : à gauche de la Sainte Famille, le plus vieux, un genou en terre, présente un vase de métal à l'Enfant jésus qui le regarde ; derrière lui un autre mage, le jeune, debout porte également une fiole. Celui d'âge mûr, portant barbe rousse, est agenouillé à droite au-delà de Joseph, derrière lui un personnage à longue barbe porte habit bleu et blanc.
L'ensemble Sainte Famille, cortèges et auvent est placé au creux d'un vallon dont on aperçoit les collines de part et d'autre avec leurs sommets, des arbres isolés détaillés, des cavaliers occupent les chemins sinueux qui les parcourent.
Des bergers et leurs troupeaux de brebis occupent le milieu du vallon derrière l'auvent.
Dans le fond un plan d'eau, un paysage lointain, s'étalent, devenant plus bleu dans le lointain, comme le ciel qui va du blanc au bleu plus foncé vers le haut avec quelques nuages et un ange assistant à la scène du haut des cieux (à droite de la bordure du toit).
Le ciel du centre compris dans le cadre des piliers du fond, laisse entrevoir un rayon divin ou une réminiscence de l'étoile annonciatrice.

## Analyse
C'est précisément dans ce panorama, qu'est représentée selon une représentation idéalisée, une vue de Città della Pieve vers le lac Trasimène et le Val di Chiana. Le Pérugin peint des personnages dont les postures et les habits d'une extrême élégance rappellent les statues antiques de l'époque néo-hellénistique.
L'œuvre est souvent comparée avec l'Adorazione del Bambino de la Sala delle Udienze del Collegio del Cambio à Pérouse, réalisée par le Pérugin et ses collaborateurs, où l'on note la présence d'une force plastique supérieure, attribuée par certains historiens de l'art au jeune Raphaël.
À contrario, dans L'Adoration de Città della Pieve, les figures sont moins solides et la stésura picturale est plus tendre et souple.

## Sources
- (it) Cet article est partiellement ou en totalité issu de l’article de Wikipédia en italien intitulé « Adorazione dei Magi di Città della Pieve » (voir la liste des auteurs).